# Skořice
Skořice település Csehországban, Rokycanyi járásban. Skořice Štítov és Mirošov településekkel határos. Lakosainak száma 277 fő (2024. január 1.).

## Népesség
A település lakosságának változását az alábbi diagram mutatja:
| Lakosok száma | 1359 | 1286 | 1023 | 370  | 290  | 255  | 267  | 263  | 254  | 277  |
|               | 1869 | 1900 | 1921 | 1961 | 1980 | 2011 | 2016 | 2019 | 2021 | 2024 |